# Burgschwaig
Burgschwaig ist eine Ortslage im Salzachpongau im Land Salzburg und gehört zur Stadtgemeinde St. Johann im Pongau im Bezirk St. Johann (Pongau).

## Geographie
Burgschwaig befindet sich 2½ Kilometer nordwestlich von Sankt Johann links im Bischofshofen-St.-Johanner Becken. Es liegt  in der Ortschaft Einöden unterhalb des Palfner Kogels (Schwarzkogel, 1413 m ü. A.) auf um die 905 m ü. A. Höhe. Die Ortslage umfasst 3 Gebäude, die Gehöfte Vorderburgschwaig und Hinterburgschwaig.
Man erreicht den Ort auf dem Güterweg vom Palfner Dörfl her.
|           |                                             | Höch Schrunten |
| Brandalm  | Kompassrose, die auf Nachbargemeinden zeigt |                |
| Birkstein |                                             | Rieling        |

## Geschichte; Bergbau
Das Gehöft ist schon in der frühen Neuzeit als Besitz der Bischöfe von Chiemsee genannt.
Der Palfnerkogel ist altes Bergbaugebiet, das schon in der Bronzezeit genutzt wurde (datiert im Arthurstollen 3700–3000 Jahre alt), und Teil des Mitterberger Kupferbergbaues (Südrevier) ist.
Zwischen der Schattberg-/Löhnersbach-Formation der Grauwackenzone (Ordovizium–Devon, ca. 500–400 Mio. Jahre) – graue phyllitische Schiefer (Schwarzschiefer) – finden sich diabasisch Einlagerungen vulkanischen Ursprungs (Metamagmatite der Metabasit-Gruppe, Altpaläozoikum). An diese gebunden tritt Fahlerz (Antimonreicher Tetraedrit) auf.
Es wurden drei Gänge prospektiert, bei Birkstein (Bürgstein) südlich, bei Burgschwaig und bei Brand/Höch nördlich.
Der Burgschwaiggang wurde Ende des 19. Jahrhunderts von der Mitterberger Kupfergewerkschaft  in zwei Stollen oberhalb erschlossen,
dem Klarastollen auf 980 m und Luisenstollen auf 940 m. Die Vorkommen waren aber relativ unbedeutend, der Abbau wurde bald wieder eingestellt.
Die Eingänge liegen im Steilgelände des Riedlingrabens am oberen Palfner Bach. Das Haldenmaterial ist stark erodiert oder verrollt, und kaum mehr erkennbar.